# Lisa Brunner
Lisa Brunner (* 30. Januar 1986 in Luzern) ist eine Schweizer Musikerin, Texterin und Kabarettistin.

## Leben und Wirken
Lisa Brunner wuchs in Adligenswil im Kanton Luzern auf und machte 2005 die Matura in Luzern. Sie erlangte 2005 den Bachelor of Arts in Musik und Bewegungspädagogik an der Hochschule Luzern, 2011 den Master of Arts in Vokalpädagogik Klassik mit Auszeichnung an der Hochschule Luzern und 2024 den CAS Erwachsenenbildung in den Künsten und im Design an der ZHdK.
Seit 2006 ist Lisa Brunner als Sängerin, Darstellerin, Chorleiterin, Theatermusikerin, Musikalische Leiterin, Spoken Word – Artistin, Texterin, Comedienne, Kolumnistin und Pädagogin in der Schweizer Kulturszene tätig.
2018 bis 2020 tourte sie mit ihrem ersten abendfüllenden Soloprogramm Stadt, Land, Kabarett! Lieder, Geschichten und das Geografiespiel live on stage unter der Regie von Nina Halpern durch die Schweizer Kleintheater.
Lisa Brunner ist Kolumnistin im Format Àpropos beim Radio SRF.
Lisa Brunner lebt mit ihrer Familie in Zürich.

## Auszeichnungen
- Publikumspreis an den Swiss Comedy Awards 2016
- Förderpreis Tankstelle Bühne[3] (Kleintheater Luzern und Südpol Luzern) für Musikkabarett am Klavier (Coaching: Jonny Fischer) 2018
- Förderung der Albert Koechlin Stiftung[4] im Grossprojekt Innereien für das Theaterstück "Zumutung Nachbarschaft" 2020